# Bartolomaios I
Bartolomaios I eller Bartholomeus I, född som Demetrios Archontonis den 29 februari 1940 i byn Aghioi Theodoroi på ön Imbros (som tillföll Turkiet 1923 från att tidigare tillhört Grekland), är patriark av Konstantinopel sedan 1991 och är därmed bland de den östortodoxa kristendomens patriarker högst bland likar.
Han är turkisk medborgare, men tillhör den grekiska minoriteten. 1961–63 tjänstgjorde han som reservofficer i den turkiska armén. Namnet Bartholomais emottog han 13 augusti 1961 när han blev diakon. Han prästvigdes 19 oktober 1969. Sedan 1974 ingår han i den heliga synoden.
Den 22 oktober 1991 valdes han till patriark av Konstantinopel, och blev därmed den ”främste bland jämlikar” i den östortodoxa kyrkan, den 270:e i ordningen. Han tillträdde den 2 november. 
I egenskap av ekumenisk patriark har han varit mycket internationellt engagerad. Ett av hans första åtaganden var att återuppbygga kyrkorna i det forna östblocket efter kommunismens fall 1990. Som ett led av detta har han verkat för att stärka banden till  de nationella kyrkorna i området. Han har upptagit sina företrädares försoningsdialoger med den romersk-katolska kyrkan, och påbörjat dialoger med andra kristna, muslimer och judiska grupper.
Patriarken har blivit känd som en aktiv miljöförkämpe, och har därför fått smeknamnet ”den gröne patriarken”.

## Utmärkelser
- Hedersdoktor vid Université Paul Cézanne Aix-Marseille III,  13 juli 1995[5]
- Hedersmedlem av Atens akademi,  1996[6]
- Hedersdoktor vid Tufts University,  1997[7]
- Hedersdoktor vid Prešovs universitet,  28 juni 1998[8]
- Hedersdoktor vid Université de Sherbrooke,  15 oktober 1999[9]
- Betlehemsorden,  2000
- Sofie-priset,  2002
- Stort hederstecken i guld med band av Österrikiska republikens förtjänstorden,  2004[10]
- Champions of the Earth,  2005
- Georgiska gyllene skinnets orden,  2007[11]
- Klaus Hemmerle-priset,  2008
- Första klass av Jaroslav den vises orden,  22 juli 2008[12]
- Four Freedoms Award - Freedom of Worship,  2012
- Storofficer av Vita dubbelkorsets orden,  27 maj 2013[13]
- Frihetsorden,  27 juli 2013[14]
- Hedersdoktor vid institut catholique de Paris,  30 januari 2014[15]
- Hedersdoktor vid Münchens universitet,  16 maj 2014[16]
- Stara Planina-orden,  2015[17]
- Helige aposteln Andreas orden med diamantstjärna
- Kongressens guldmedalj
- Hedersdoktor vid Moskvauniversitetet
- Hedersdoktor vid Kretas universitet
- Storkors av Heliga Lammets orden[18]
- Hedersdoktor vid Institut Saint-Serge
- Hedersdoktor vid katolska universitetet i Lublin
- Hedersdoktor vid Universität Graz
- Storkorsriddare av Republiken Italiens förtjänstorden
- Hedersdoktor vid Tübingens universitet[19]
- Terra Mariana-korsets orden, första klass
- Hedersdoktor vid Wiens universitet[20]
- Förtjänstorden, första rangen
- Republikens orden
- Storkorset av Rumänska Stjärnans orden
- Hedersdoktor vid Katholieke Universiteit Leuven
- Hedersdoktor vid Edinburghs universitet
- Storkorset av Ungerska förtjänstorden

[Redigera Wikidata]